# Cairo Electric Railways and Heliopolis Oases Company
La Compagnie des Cairo Electric Railways & Heliopolis (en arabe : شركة سككحديد مصر الكهربائية واحات عين شمس) est le nom original de la société Heliopolis pour le logement et le développement (en arabe : شركة مصر الجديدة للإسكان و التعمير). au Caire en 1906 dans le cadre d'un partenariat entre un consortium de promoteurs belges dirigé par Édouard Empain et Boghos Nubar Pacha, fils de l'ancien Premier ministre égyptien Nubar Nubarian.

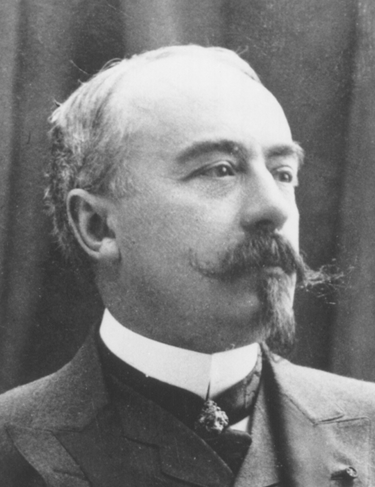
Édouard Empain (1852-1929)
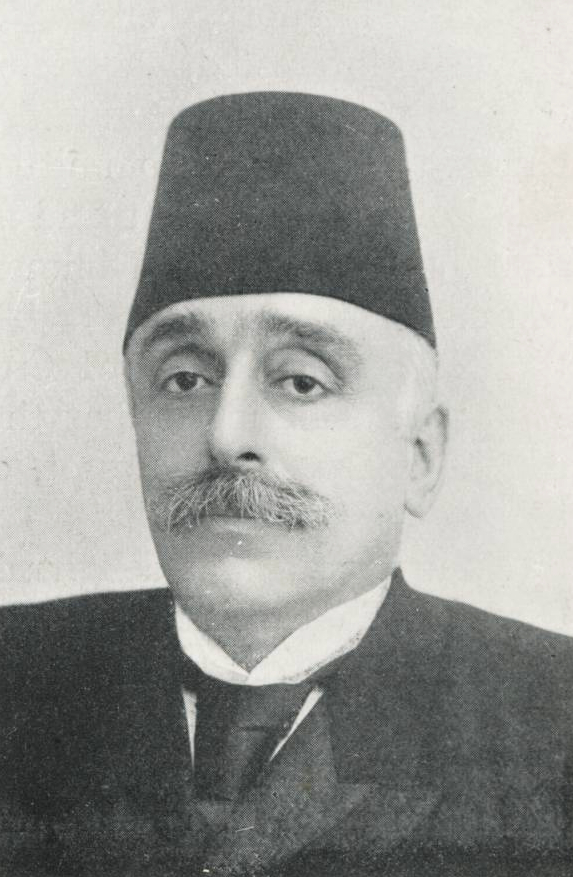
Boghos Nubar Pacha (1851-1930), en 1906
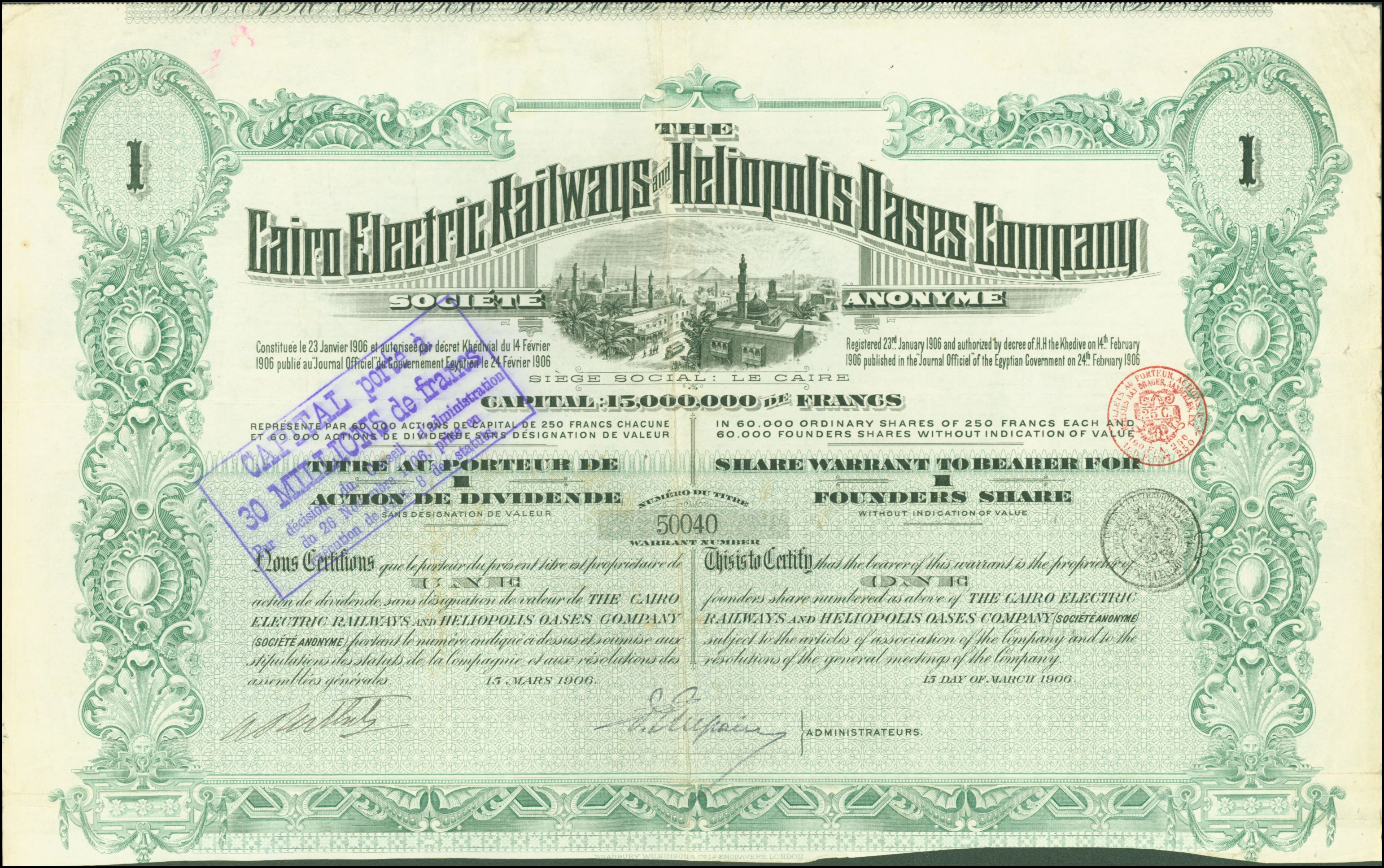
Action de la Cairo Electric Railways and Heliopolis Oases Company en date du 15 mars 1906

## Sources
- (en) Cet article est partiellement ou en totalité issu de l’article de Wikipédia en anglais intitulé « Cairo Electric Railways and Heliopolis Oases Company » (voir la liste des auteurs).